# Kabouterbewegung

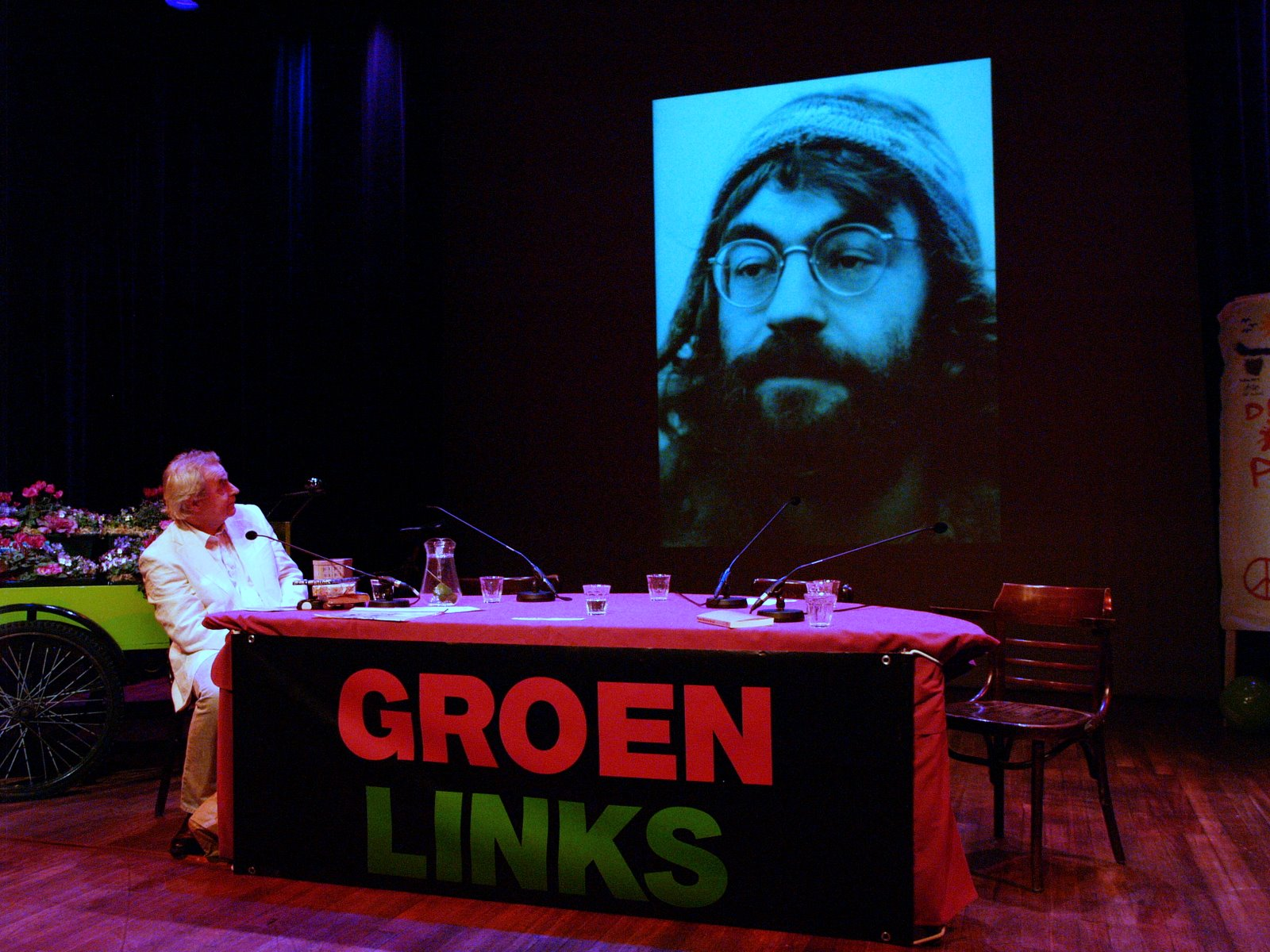
Roel van Duijn 2008, ein Foto von sich selbst aus den 1960ern betrachtend

Die Kabouterbewegung (niederländisch : Kabouterbeweging; Kabouter bedeutet so viel wie Kobold oder Heinzelmännchen) war eine niederländische Protestbewegung, die von Roel van Duijn und Robert Jasper Grootveld initiiert wurde und zwischen 1969 und 1974 bestand. Ihre Aktionen richteten sich vornehmlich gegen Konsumismus und Umweltverschmutzung. Ihre Mitglieder nannten sich „Kabouters“.

## Ziele
Die Kabouterbewegung bestand zunächst aus etwa 65 bis 70 Aktivisten. Initiativen für eine von der Bewegung angestrebte „neue Gesellschaft“ waren unter anderem die „Alternative Kleidungsindustrie“ mit dem Hauptaugenmerk darauf, natürliche Materialien für Kleidung zu verwenden, und „Eine Alternatieve PTT“ (Alternativer Postbetrieb) mit eigenen Briefmarken. Andere Mitglieder der Bewegung eröffneten kleine Geschäfte für Lebensmittel aus ökologischer Landwirtschaft, die ersten Bio-Läden in den Niederlanden. Des Weiteren entstand aus Protest gegen die Wegwerfgesellschaft der „Oranje-Vrijmarkt“, ein Tauschmarkt.
In mehr als 60 Städten entstanden regionale Initiativen namens Kaboutergruppen. In sieben Städten kandidierten ihre Mitglieder erfolgreich für den Gemeinderat. Am 20. und 21. Juni 1970 fand in Amersfoort eine Versammlung namens Heksenkring (sinngemäß ‚Hexenkongress‘) statt. Rund 400 Kabouters, darunter auch solche aus Belgien, diskutierten über alternative Ökonomie und überregionale Koordinations- und Organisationsstrukturen. Gemeinsam mit der ehemaligen Provo-Bewegung hatte die Kabouterbewegung eine antiautoritäre Einstellung, eine nicht-hierarchische Organisation, spontane Initiativen und den Anarchismus als ideologische Inspiration. Kennzeichnend waren taktisches Vorgehen mit Humor und Phantasie zusammen mit seriösen Vorschlägen zur Gesellschaftsveränderung sowie Gewaltlosigkeit und internationale Kontakte.

## Entstehungsgeschichte
Die Kabouterbewegung wurde im Februar 1970, drei Jahre nach Auflösung der Provo-Bewegung, von einigen früheren Provos gegründet.  Hauptziel war es, die verschiedenen außerparlamentarischen Gruppen in Amsterdam mit den Vorstellungen von Roel van Duijn als letztem Vertreter der Provo-Bewegung im Amsterdamer Gemeinderat zusammenzubringen. Die "Kabouters" strebten unter anderem eine Mentalitätsveränderung an, um gesellschaftliche Strukturen zu durchbrechen und zu verändern.
Bereits im Oktober 1969 legte van Duijn im Gemeinderat seinen Plan vor: Amsterdam als „Amsterdam-Kabouterstadt“. Er erklärte die Kabouter-Kultur als repräsentativ für die Gegenkultur, ein Symbol für die Harmonie der Stadtmenschen mit der Natur. Vision war eine Gesellschaftsutopie basierend auf den Anschauungen von Peter Kropotkin, Rudolf Steiner, Herbert Marcuse, Karl Marx und Erich Fromm.
Die Bewegung rief am 5. Februar 1970 den sogenannten Oranjevrijstaat (‚Orange-Freistaat‘) aus, inklusive Schattenregierung. Ebenfalls 1970 kandidierte die Bewegung bei den Amsterdamer Gemeinderatswahlen und konnte dort fünf Sitze erringen.
Ähnlich den „Kaboutern“ in den Niederlanden gab es in den 1970er-Jahren in Köln die Gruppe „Kölner Heinzelmenschen“, die sich von der Kabouterbewegung inspirieren ließ. Sie gaben von 1971 bis 1977 die Zeitschrift Heinzelpress heraus.